# Vladko Maček
Vladimir Maček (più noto con il diminutivo di Vladko) (Jastrebarsko, 20 luglio 1879 – Washington, 15 maggio 1964) è stato un politico jugoslavo.

## Biografia
Maček fu giornalista, avvocato e deputato in rappresentanza del Partito Contadino Croato. Nel 1928, dopo la morte di Radic, divenne presidente del partito. Fautore della trasformazione della Jugoslavia in stato federale e sostenitore di una forte autonomia della Croazia dal centralismo serbo, tra il 1929 ed il 1934, durante il regno dispotico di Alessandro I,  fu più volte arrestato e trascorse diversi anni in prigione. Alla vigilia della seconda guerra mondiale venne nominato vicepresidente del Consiglio  al termine di una serie di trattative con Dragiša Cvetković, che portarono al riconoscimento di una certa autonomia dei croati e alla creazione della banovina di Croazia.
Nel marzo 1941 rifiutò l'offerta tedesca per la creazione di uno stato indipendente croato e si ritirò a vita privata, mentre Ante Pavelić si stava riavvicinando all'Italia e alla Germania. Negli anni successivi fu ancora arrestato più volte e confinato; il 6 maggio 1945 lasciò Zagabria e si consegnò agli anglo-americani; si trasferì in Occidente e soggiornò a Parigi, Londra e Washington. Condusse una accanita lotta politica contro il titoismo e fu un sostenitore del ritorno dei Karageorgevic e dell'autonomia della Croazia nell'ambito di una monarchia jugoslava. Morì a Washington il 15 maggio 1964. Le sue spoglie vennero conservate nel cimitero Mirogoj.